# جريج مونرو
جريج مونرو (بالإنجليزية: Greg Monroe)‏ مواليد 4 يونيو 1990، هو لاعب كرة سلة أمريكي يلعب مع فريق ديترويت بيستونز ويحمل الرقم 10. يبلغ طوله 6 قدم 11 بوصة (2.1 م).

## فرق لعب لها
- ديترويت بيستونز

## روابط خارجية
- جريج مونرو على موقع إن بي أي (الإنجليزية)
- جريج مونرو على موقع سبورتس رفرنس (الإنجليزية)
- جريج مونرو على موقع كرة السلة الأوروبية.كوم (الإنجليزية)
- جريج مونرو على موقع إي إس بي إن.كوم (الإنجليزية)
- جريج مونرو على موقع كلية كرة السلة في سبورتس رفرنس.كوم (الإنجليزية)
- جريج مونرو على موقع ريلجم (الإنجليزية)
- جريج مونرو على موقع بروبوليرز (الإنجليزية)
- جريج مونرو على موقع سبورتس رفرنس (الإنجليزية)
- جريج مونرو على موقع سبورتس رفرنس (الإنجليزية)